# 려원구
려원구 또는 여원구(呂鴛九, 1928년 11월 5일 ~ 2009년 7월 30일)는 조선민주주의인민공화국의 정치인이다. 몽양 여운형의 3녀로 조선민주녀성동맹 중앙위원회 위원장을 지냈다.

## 생애
여운형 선생의 둘째 딸인 언니 려연구가 교통사고로 숨지자 1996년 조선민주녀성동맹(민녀) 중앙위원회 위원장에 임명되었다.
2002년 8월 8·15 민족통일대회가 남북 민간단체 주최로 열릴때 참석차 대한민국을 방문하였다. 8월 14일 서울특별시 강북구 우이동에 위치한 몽양 여운형의 묘소를 찾아 참배하였다.
2002년8월 15일 오후 2시40분쯤 8·15공동행사(민족통일대회)가 열린 서울 쉐라톤 워커힐호텔에서 이산가족인 사촌(四寸)인 여명구(여운홍의 아들)의 아내인 오세연을 상봉했다.
2005년 8월 15일 - 대한민국에서 여운형에게 훈장 추서에 거부하였다. 려원구는 "아버지에게 주겠다는 남조선 당국의 훈장을 단호히 거부한다"며 "남조선 당국이 진정으로 아버지를 평가하려 한다면 암살범인 미국의 죄악부터 밝혀내고 남조선에서 미군을 철거시키는 용단을 내려야 할 것"이라고 주장하면서 거부 사유를 주한미군 철수에 연계했다.
2005년 9월 13일 - 조선민주녀성동맹(속칭:민녀)의 위원장으로 남북통일여성대회에 참가하였다. 2009년 7월 30일에 사망하였다. 상훈으로는《김일성훈장》과 조국통일상을 받았다.

## 같이 보기
- 려연구
- 여운형
- 여운홍
- 조국통일상